# Château de Marbella
Le château de Marbella, aussi appelé château de la Madera et alcazaba de Marbella, est un château en ruines situé dans le centre historique de Marbella, en Andalousie (Espagne). Il est protégé comme Monument depuis 1949, et Bien d'intérêt culturel depuis 1985.

## Histoire
Son origine remonte à l'époque de l'émir Abd al-Rahman III, dans le cadre de la rébellion de Ibn Hafsun. Il a été construit pour disposer d'un lieu fortifié sur la côte. Plus tard il a été d'une grande importance pour la défense du Royaume de Grenade jusqu'à sa reddition aux troupes chrétiennes de Ferdinand le Catholique le 11 juin 1485. D'autres sources signalent une origine romaine du château.
À la fin du XVIIIe siècle un érudit local l'a dénommé château du Bois (castillo de la Madera) en se basant sur la supposée existence d'un dépôt de troncs.

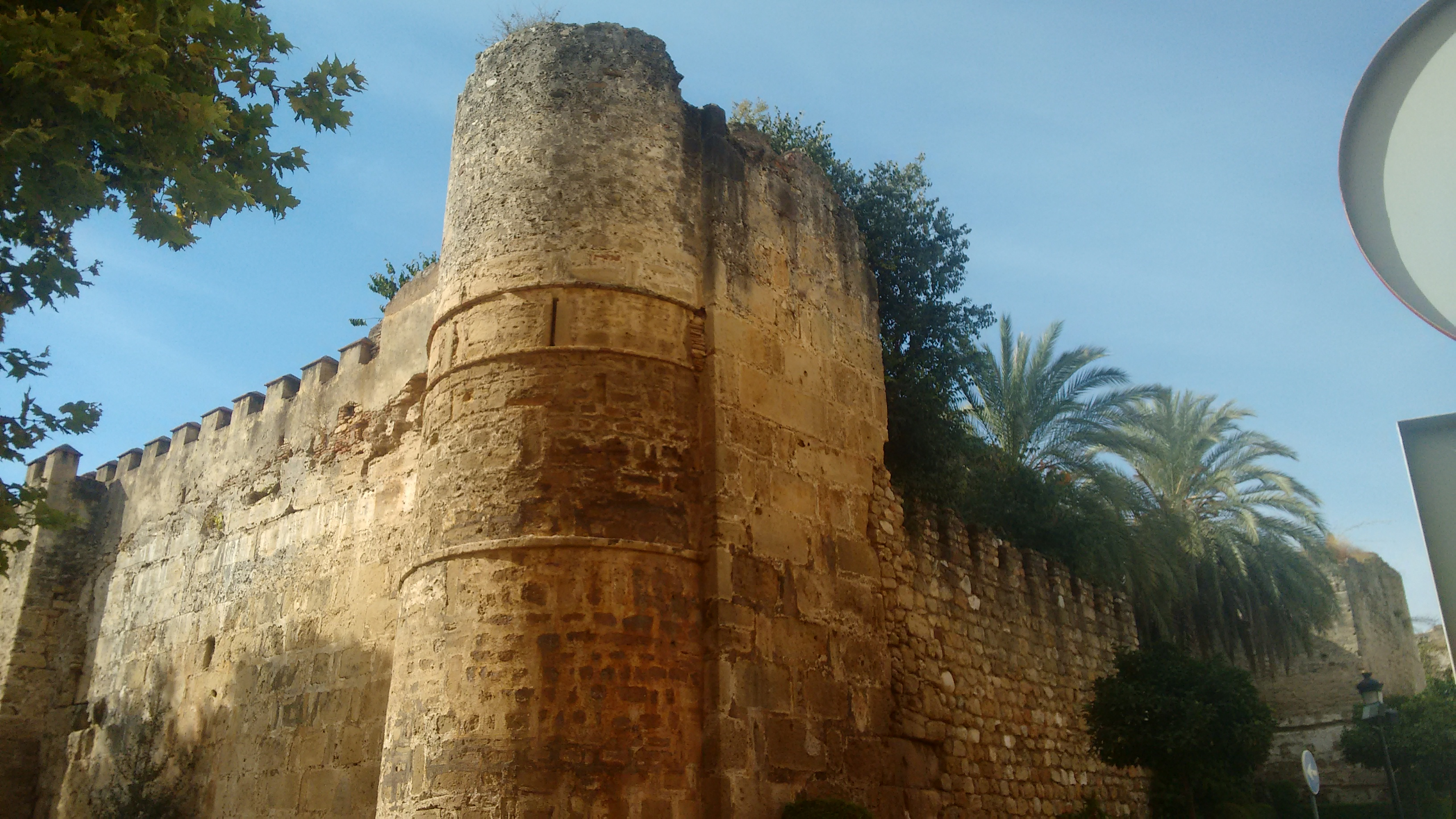
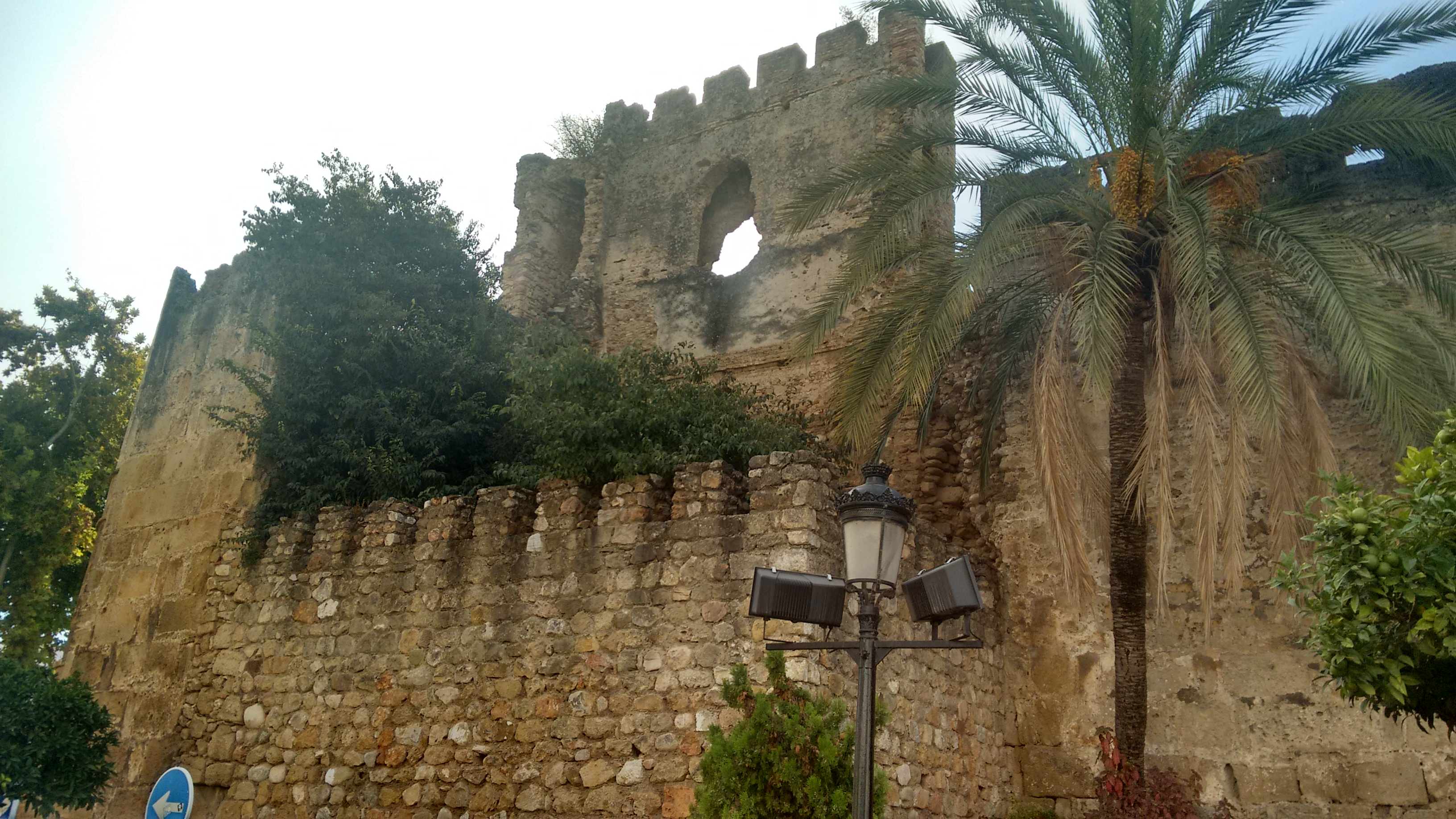